# Catasetum roseoalbum
Catasetum roseoalbum är en orkidéart som först beskrevs av William Jackson Hooker, och fick sitt nu gällande namn av John Lindley. Catasetum roseoalbum ingår i släktet Catasetum och familjen orkidéer. Inga underarter finns listade i Catalogue of Life.